# Eduardo Lemaitre
Eduardo Lemaitre Román (Cartagena, 17 de septiembre de 1914-Cartagena, 25 de noviembre de 1994) fue un historiador, escritor, periodista y político colombiano, quien también se desempeñó como embajador ante la Unesco.

## Biografía
El padre de Eduardo Lemaitre Román fue Daniel Lemaitre Tono nacido en Cartagena de Indias el 21 de enero de 1884 y su madre Clara Román del Castillo, y su padre (Daniel) fue hijo mayor del matrimonio de Ernesto Lemaitre Torres y Matilde Tono Maciá.
Se graduó de la Colegio Mayor de Nuestra Señora del Rosario en Bogotá, adquirió su título de doctor en derecho político de Universidad Nacional de Colombia y la especialización más perseguido en el derecho administrativo en la Universidad La Sorbona y en los estudios hispánicos en la Universidad Complutense de Madrid
Actuaba presidente de la Academia de Historia de Cartagena y miembro de varias academias nacionales y extranjeros, incluyendo la Academia Colombiana de Historia correspondiente. Él había sido rector de la Universidad de Cartagena 1954-1957, posteriormente asumió la rectoría  de la Universidad Tecnológica de Bolívar 1971-1973. Fue profesor de estudios humanos en la Universidad de los Andes en Bogotá. En materia administrativa, Lemaitre ocupó cargos importantes en empresas privadas y su propia empresa familiar (Daniel Lemaitre) fundada por él como Gráficas El Faro y otras.
Durante su carrera política se desempeñó varios mandatos como concejal de Cartagena; fue elegido miembro de la Cámara de Representantes de Colombia en 1943, el Senador de la República en 1950, y, finalmente, se desempeñó como gobernador de Gobernador de Bolívar en 1962. También fue embajador de Colombia ante la UNESCO. En 1982, el gobierno del presidente Julio César Turbay le otorgó uno de los más altos honores en Colombia, la Orden de Boyacá (Cruz de Boyacá)
Como periodista, Lemaitre era propietario y editor de El Fígaro de Cartagena desde 1941-1948 período, hasta que fue incendiada durante los disturbios, el 9 de abril de 1948. En 1949 se desempeñó como director de El Siglo (El Nuevo Siglo), donde su gestión fue bastante polémica, ya que en su primer editorial, escribió que estaba en disposición a trabajar para el entendimiento nacional. "Es imposible que la política seguirá en este tono de estridencia". Sin embargo, la prensa liberal consideró que la columna editorial 'El Siglo se mantuvo bajo tono beligerante y no suavizar las cuestiones políticas. Además, desde hace varios años escribió la columna semanal en El Tiempo, uno de los más grandes periódicos de Colombia. También fundó una programadora, Producciones Eduardo Lemaitre, que operó desde 1979 hasta 1988.

## Trabajos históricos
Lemaitre, dijo que "la actividad literaria" con el que identificar más estrechamente a sí mismo ya era historia. Él no consideraba a sí mismo historiador, ya que esta fue "tan digna palabra, tan serio, tan graciosa. Yo soy un publicista. Me siento capaz de dar a conocer la historia de una forma alegre, agradable, serio y divertido al mismo tiempo (El Espectador) 
La gran acogida de sus obras se debe acreditar con precisión a la legibilidad de sus novelas y fuerte fuerza narrativa que atrapa al lector desde la primera hasta la última página, no disminuyendo el valor de la exactitud histórica, especialmente en  Historia general de Cartagena (1983)
que ha sido clasificado como un "clásico" dentro de las obras que se resumen en la historia del país.

## Obras
Lista de libros de historia de su autoría:
- Cartagena en el siglo XVII (1949)
- Rafael Reyes (1952)
- Antecedentes y Consecuencias del once de noviembre de 1811: testimonios Relacionados con la gloriosa gesta de la independencia absoluta de Cartagena de Indias (1961)
- Panamá y su Separación de Colombia (1971)[4]
- Cartagena colonial (1973)
- La bolsa o la vida, Agresiones Cuatro imperialistas contra Colombia (1974)
- Cartagena de Indias (1976)
- Epistolario de Rafael Núñez con Miguel Antonio Caro (1977)
- Núñez y su leyenda negra (1977)
- Breve historia de Cartagena 1501-1901 (1979)
- Bolívar, de Cartagena a Santa Marta (1980)
- Historia del Canal del Dique: SUS peripecias y vicisitudes (1982)
- Autógrafos de Varias personalidades de Gran Distinción y Elevado Carácter oficial (1983)
- El General Juan José Nieto y su Época (1983)
- Historia general de Cartagena (1983)
- Cómo comportarnos. Manual de urbanidad (1986)
- Contra viento y marea. La lucha de Rafael Núnez Por El Poder (1990)